# Harendijke
Harendijke is een wijk van de tot de West-Vlaamse gemeente De Haan behorende plaats Wenduine.
Harendijke is "gescheiden" van Wenduine door poldergebied en ligt veeleer dichter bij Blankenberge, waar het van 'gescheiden' is door de Vaart van Blankenberge.

## Geschiedenis
Tijdens de Eerste Wereldoorlog heeft de bezetter hier kustbatterijen opgericht. In 1917 stuitten turfstekende Duitse soldaten op potscherven. Hier werden de resten van een houten Gallo-Romeinse woning ontdekt.
De tweede helft van de 20e eeuw bracht een toename van het aantal campings, en de bouw van een zeer groot bungalowpark, waarbij de bungalows vooral van het type vissershuisje waren.
In 2013-2014 werd een 83 meter lange voetbrug aangelegd, "Het Wrakhout" genaamd. Deze brug verbindt de bebouwing met de kust, waarbij de trambaan en een drukke autoweg wordt gekruist. Hier zijn 1000 houten elementen en 30 ton profielstaal in verwerkt.

## Verkeer en vervoer
In 1886 opende de tramlijn Oostende-Blankenberge en ook Harendijke werd bediend. Later werd deze lijn gemoderniseerd en verlengd. De moderne Kusttram heeft hier de halte 'Wenduine Harendijke'.